# Hagaj
Hagaj (hebr. Haggay, lat. Aggaeus), starozavjetni mali prorok.

## Životopis
Hagaj je rođen u Babilonu početkom 6. st. pr. Kr. Kao Židov, odveden je u babilonsko ropstvo, ali se vratio među prvima nakon što im je perzijski veliki kralj Kir Veliki dopustio povratak u domovinu. Nakon što je Darije I. Veliki dopustio 520. pr. Kr. obnovu Jeruzalemskog hrama, Hagaj je zajedno s grupom Izraelaca započeo gradnju. Međutim, Izraelci su se malo-pomalo počeli više brinuti za svoje kuće nego za hram, pa je Jahve pozvao Hagaja da opomene njegov narod. Pod utjecajem Sotone Izraelci su oholo odbili, pa Jahve šalje kaznu na ljude, usjeve i stoku. Nakon 24 dana poslušali su ga i nastavili graditi hram. Druga Hagajeva poruka ohrabrila je narod, treća je upozoravala protiv duhovnog onečišćenja, a četvrta je prikazala Zorobabela kao "kneza mira". U Knjizi Ezrinoj spominje se da je obnova hrama dovršena 25. veljače 516. pr. Kr.